# David Lee (Spezialeffektkünstler)
David Lee (* 20. Jahrhundert) ist ein neuseeländischer Spezialeffektkünstler.

## Leben
David Lee wuchs in der kleinen Stadt Springston in der Region Canterbury auf. Zunächst studierte Lee an University of Canterbury Mikrobiologie, bevor er sich in seinem zweiten Jahr an der Uni entschloss in die Filmindustrie zu wechseln. Deshalb besuchte er ab 1999 die New Zealand Film and Television School. Nach seinem Abschluss begann Lee in Wellington seine Arbeit bei Kurzfilmen, bevor er einen Job bei dem bekannten Unternehmen Weta Workshop und deren Kinderserie Jane und der Drache bekam. Nach dem Ende der Serie arbeitete Lee einige Jahre freiberuflich bei verschiedenen Produktionsunternehmen, wo er an kleineren Filmen mitwirkte wie z. B. Die zehn Gebote. 2009 zog er nach London um, wo er anfing auch an großen Blockbustern zu arbeiten.
Sein erster großer Film war District 9 von Neill Blomkamp. Der von Blomkamp und dem Neuseeländer Peter Jackson produzierte Science-Fiction-Film wurde zu einem großen Erfolg, so erhielt er bei der 82. Oscarverleihung vier Nominierung, darunter die Nominierung in den Kategorien bester Film und beste visuelle Effekte. Für die visuellen Effekte wurde Lee jedoch nicht nominiert, sondern nur Matt Aitken, Robert Habros, Dan Kaufman und Peter Muyzers, die sich aber alle Avatar – Aufbruch nach Pandora geschlagen geben mussten.
Er arbeitete danach an weiteren bekannten Filmen, so unter anderem allein 2013 an Fast & Furious 6, Man of Steel, Die Tribute von Panem – Catching Fire und an World War Z. Wie schon bei District 9 wurde Lee, der bei Avengers: Infinity War bei den visuellen Effekten mitgewirkt hatte, nicht bei der 91. Oscarverleihung für diesen Film nominiert, sondern diesmal Dan DeLeeuw, Kelly Port, Russell Earl und Daniel Sudick, welche sich aber Aufbruch zum Mond geschlagen geben mussten.
2020 wirkte er bei dem Science-Fiction-Action-Spionage-Film Tenet von Christopher Nolan mit. Die visuellen Effekte wurde sehr gelobt und der Film gewann bei der 74. British Academy Film Awards Verleihung den Preis für die besten Spezialeffekte. Zwar gewannen nur Scott Fisher, Andrew Jackson und Andrew Lockley den BAFTA, doch Lee wurde gemeinsam mit ihnen dann bei der Preisverleihung der Visual Effects Society 2021 nominiert. Dort gewann aber der Netflix-Film The Midnight Sky, weshalb dieser Film dann bei der 93. Oscarverleihung als großer Favorit für den Oscar in der Kategorie beste visuelle Effekte gesehen wurde. Doch letztendlich gewann Lee gemeinsam Scott Fisher, Andrew Jackson und Andrew Lockley den Oscar für Tenet. Aufgrund von der Corona-Pandemie konnte nur Scott Fisher den Preis bei der Verleihung entgegennehmen. Lee, Jackson und Lockley wurden aus London zu geschaltet.
David Lee arbeitet bei dem Londoner Unternehmen DNEG.

## Filmografie (Auswahl)
- 2006: Jane und der Drache (Jane and the Dragon, Fernsehserie, 26 Episoden)
- 2007: Die zehn Gebote (The Ten Commandments)
- 2009: District 9
- 2013: Fast & Furious 6
- 2013: World War Z
- 2013: Man of Steel
- 2013: Die Tribute von Panem – Catching Fire (The Hunger Games: Catching Fire)
- 2018: Avengers: Infinity War
- 2020: Tenet

## Auszeichnungen
Oscar:
- 2021: Oscar in der Kategorie Beste visuellen Effekte gemeinsam mit Scott Fisher, Andrew Jackson und Andrew Lockley für Tenet

Visual Effects Society Awards:
- 2021: Nominierung in der Kategorie Outstanding visuell Effects  in a Photoreal Feature gemeinsam mit Scott Fisher, Andrew Jackson und Andrew Lockley für Tenet[8]